# 李仕亨
李仕亨，字克澹，号仍朴，福建安溪縣人。明朝政治人物。

## 生平
萬曆四十六年（1618年）戊午科福建乡试第六名举人，天啓二年（1622年）壬戌科会试三百七十一名，二甲第四十九名進士，户部观政，三年授户部河南司主事，监管大通桥，六年改為督饷山西。七年升贵州司员外，升郎中，之後出任嘉興府知府，在任上政简刑清，有政績。其著有《四书注翼》、《易本义翼》、《易解趋对》、《杂著迂言》等書。崇祯四年考察去职。